# Numeri pari e dispari

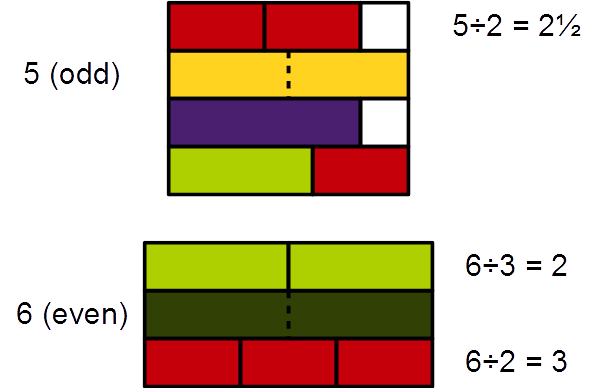

In matematica, ogni numero intero è pari oppure dispari: un numero è pari se è multiplo di 2, altrimenti è dispari. Esempi di numero pari sono: −56, 0, 12, 28, 56, 388. Esempi di numero dispari: −7, 19, 83, 95, 463, 1005, 32721.

## Descrizione
L'insieme dei numeri pari può essere scritto nel seguente modo:
Pari {\displaystyle =2\mathbb {Z} =\{\ldots ,-6,-4,-2,0,2,4,6,\ldots \}}.
L'insieme dei numeri dispari può essere scritto nel seguente modo:
Dispari {\displaystyle =2\mathbb {Z} +1=\{\ldots ,-5,-3,-1,1,3,5,\ldots \}}.
La caratterizzazione di un intero relativa all'essere pari o dispari si dice parità. Essa equivale alla appartenenza ad una delle due classi di resto modulo 2: [0]2 per gli interi pari, [1]2 per i dispari.
Un numero espresso con il sistema di numerazione decimale è pari o dispari a seconda che la sua ultima cifra sia pari o dispari. Ovvero, se l'ultima cifra è 1, 3, 5, 7, o 9, è dispari, altrimenti è pari. La stessa idea è valida se si usa una qualsiasi base pari. In particolare, un numero espresso nel sistema di numerazione binario è dispari se l'ultima cifra è 1 e pari se l'ultima cifra è 0; un intero espresso nella base 4 è pari se la sua ultima cifra è 0 o 2, è dispari in caso contrario, cioè se la sua ultima cifra è 1 o 3. In sistemi di numerazione a base dispari, il numero è pari o dispari a seconda della parità delle somma delle sue cifre, ovvero a seconda della sua radice numerica.
I numeri pari formano un ideale nell'anello degli interi, mentre i numeri dispari non formano né un sottogruppo additivo né, a maggior ragione, un ideale. Un intero è pari se è congruente a 0 modulo l'ideale, in altre parole se è congruente a 0 modulo 2, e dispari se è congruente a 1 modulo 2.
Tutti i numeri primi sono dispari con una eccezione: il numero primo 2. Tutti i numeri perfetti conosciuti sono pari; non si sa se esistano dei numeri perfetti dispari.
La congettura di Goldbach asserisce che qualsiasi numero pari maggiore di 2 può essere rappresentato come una somma di due numeri primi. I calcoli eseguiti con i moderni computer hanno mostrato che questa congettura è vera per interi fino ad almeno 4 × 1018, ma non è ancora stata trovata una dimostrazione matematica generale.

## Aritmetica dei numeri pari e dispari
Le leggi seguenti possono essere verificate usando le proprietà di divisibilità, e il fatto che 2 è un numero primo:

### Addizione e sottrazione
- pari ± pari = pari;

Dimostrazione: 2n ± 2m = 2(n ± m) che è pari.
- pari ± dispari = dispari;

Dimostrazione: 2n ± (2m+1) = 2(n ± m) + 1 che è dispari.
- dispari ± dispari = pari.

Dimostrazione: (2n+1) ± (2m+1) = 2(n ± m) + 2 = 2(n ± m + 1) che è pari.
- dispari ± pari = dispari.

Dimostrazione: vedi la 2.

### Moltiplicazione
- pari × pari = pari;

Dimostrazione: 2n × 2m = 4nm ed essendo 4 multiplo di 2 allora il numero è pari.
- pari × dispari = pari;

Dimostrazione: 2n × (2m+1) = 4nm + 2n = 2(2nm+n) quindi il risultato è pari.
- dispari × dispari = dispari;

Dimostrazione: (2n+1) × (2m+1) = 4nm+2n+2m+1 = 2(2nm+n+m)+1 forma base di un numero dispari.

### Divisione
La divisione di due numeri interi non dà necessariamente come risultato un numero intero. Ad esempio, 1 diviso 4 è uguale a 1/4, che non è né pari né dispari, in quanto il concetto di pari o dispari si applica solo agli interi.
Ma quando il risultato è un intero:
- pari / dispari = pari;

Dimostrazione: Sia A un qualsiasi numero pari e B un qualsiasi numero dispari. Un numero si dice pari quando nella sua scomposizione in fattori primi è presente il numero 2 con qualsiasi esponente diverso da 0. Se dividiamo quindi un numero pari per un dispari, il fattore 2 non verrà mai "intaccato". Quindi il risultato sarà di nuovo 2 moltiplicato per qualcosa che è la forma base di un numero pari.
- dispari / dispari = dispari;

Dimostrazione: siano A e B dispari. Se per assurdo C=A/B fosse un numero pari, allora sarebbe anche vero che C×B = A e A sarebbe un numero pari (per la dimostrazione data sopra della moltiplicazione tra pari e dispari). Ma questo sappiamo che non può essere per le ipotesi iniziali, quindi abbiamo un assurdo.
- pari / pari può dare un risultato o pari o dispari.

Dimostrazione: 2n / 2m = n/m che può essere un risultato pari o dispari a seconda dei casi
- dispari / pari non dà mai un risultato intero.

Dimostrazione: (2n+1) / 2m = 2n/2m + 1/2m = n/m + 1/2m. 2m, con m intero, è sicuramente maggiore di 1. Quindi la frazione dà sempre un risultato compreso fra 0 e 1.